# Molenbeek-Ter Erpenbeek

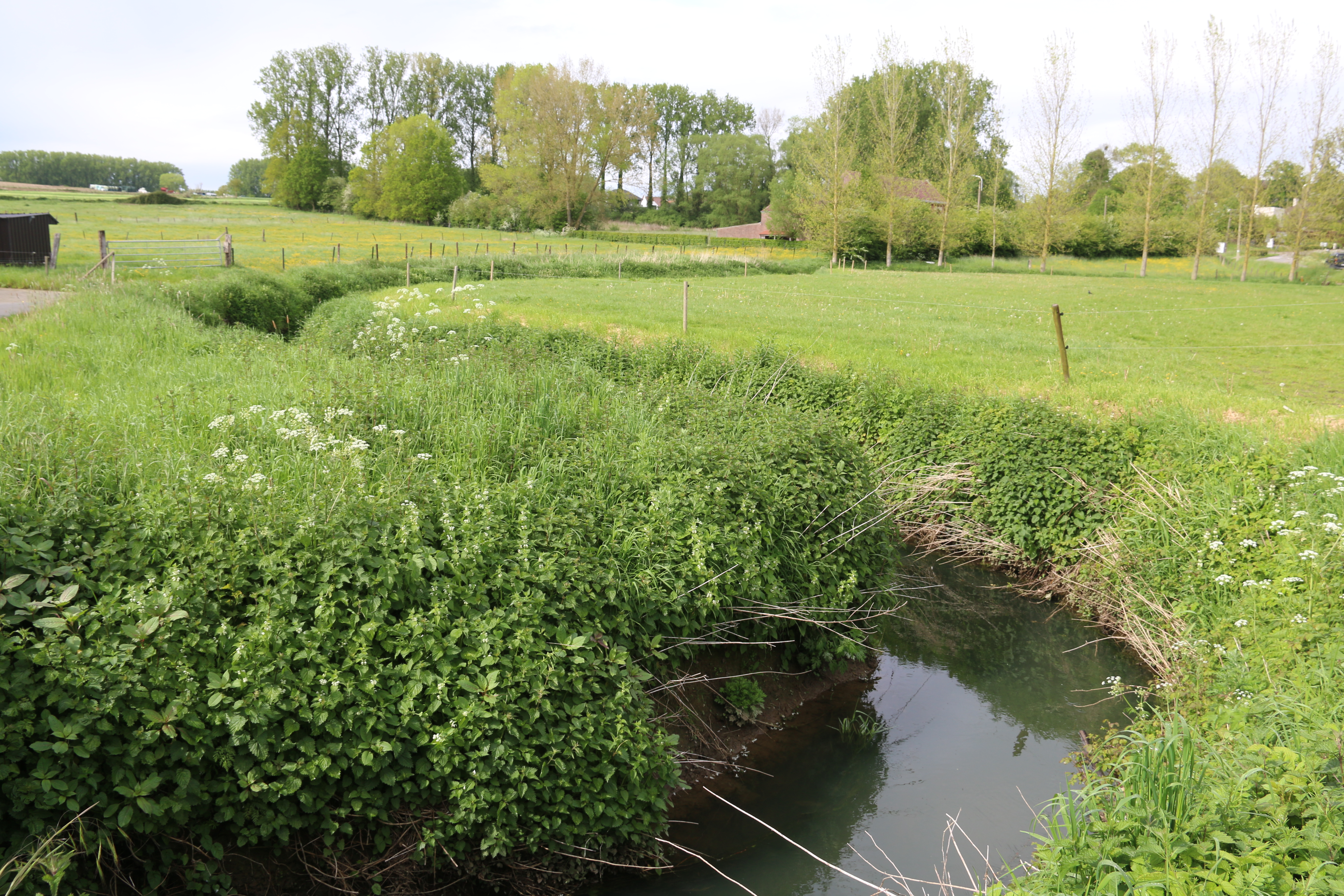
Molenbeek-Ter Erpenbeek vlak bij de Ratmolen in Aaigem

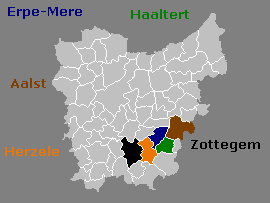
Oost-Vlaanderen met in kleur de gemeenten van het stroomgebied van de Molenbeek in het arrondissement Aalst: Zottegem, Herzele, Haaltert, Erpe-Mere en Aalst

De Molenbeek-Ter Erpenbeek (in de volksmond Molenbeek) is een beek in België in de Denderstreek. De beek heeft een lengte van ongeveer 25 kilometer. De bron van de Molenbeek is in Godveerdegem en monding is in Hofstade in de Dender. Samen met de Molenbeek is ze belangrijk voor Herzele en Erpe-Mere.

## Stroomgebied
Het stroomgebied van de Molenbeek bevindt zich in de provincie Oost-Vlaanderen en strekt zich uit over het grondgebied van de gemeenten Zottegem (Godveerdegem, Erwetegem, Grotenberge), Herzele (Herzele, Sint-Lievens-Esse, Woubrechtegem, Ressegem), Haaltert (Heldergem, Kerksken, Haaltert), Erpe-Mere (Aaigem, Mere, Erpe) en Aalst (Aalst, Hofstade).
De Molenbeek maakt deel uit van het deelbekken Molenbeek Erpe-Mere dat een deel is van het Denderbekken. Het stroomgebied van de Molenbeek heeft een oppervlakte van circa 5474 hectare, en is gelegen in het Denderbekken (bekkennummer 7). Het stroomgebied van de Molenbeek is vrij gemakkelijk af te bakenen op basis van de geomorfologische kenmerken : de begrenzing komt nagenoeg overeen met die van VHA-zone 431. De Molenbeek mondt uit in de Dender in Hofstade.
Vanaf de bron in Godveerdegem tot aan de monding in Hofstade heeft de Molenbeek volgende zijbeken: Plankebeek, Meilegembeek, De Burg, 's Heerendijkbeek, Grep, Holbeek, Steenbeek en Zijpbeek.

## Toerisme
In de omgeving van de beek loopt de Molenbeekroute en de Denderroute zuid.

## Watermolens
Mede vanwege het reliëf bevinden zich tien watermolens op de Molenbeek-Ter Erpenbeek, waarvan zeven in de gemeente Erpe-Mere. Vijf van deze watermolens zijn beschermd als monument (*). 

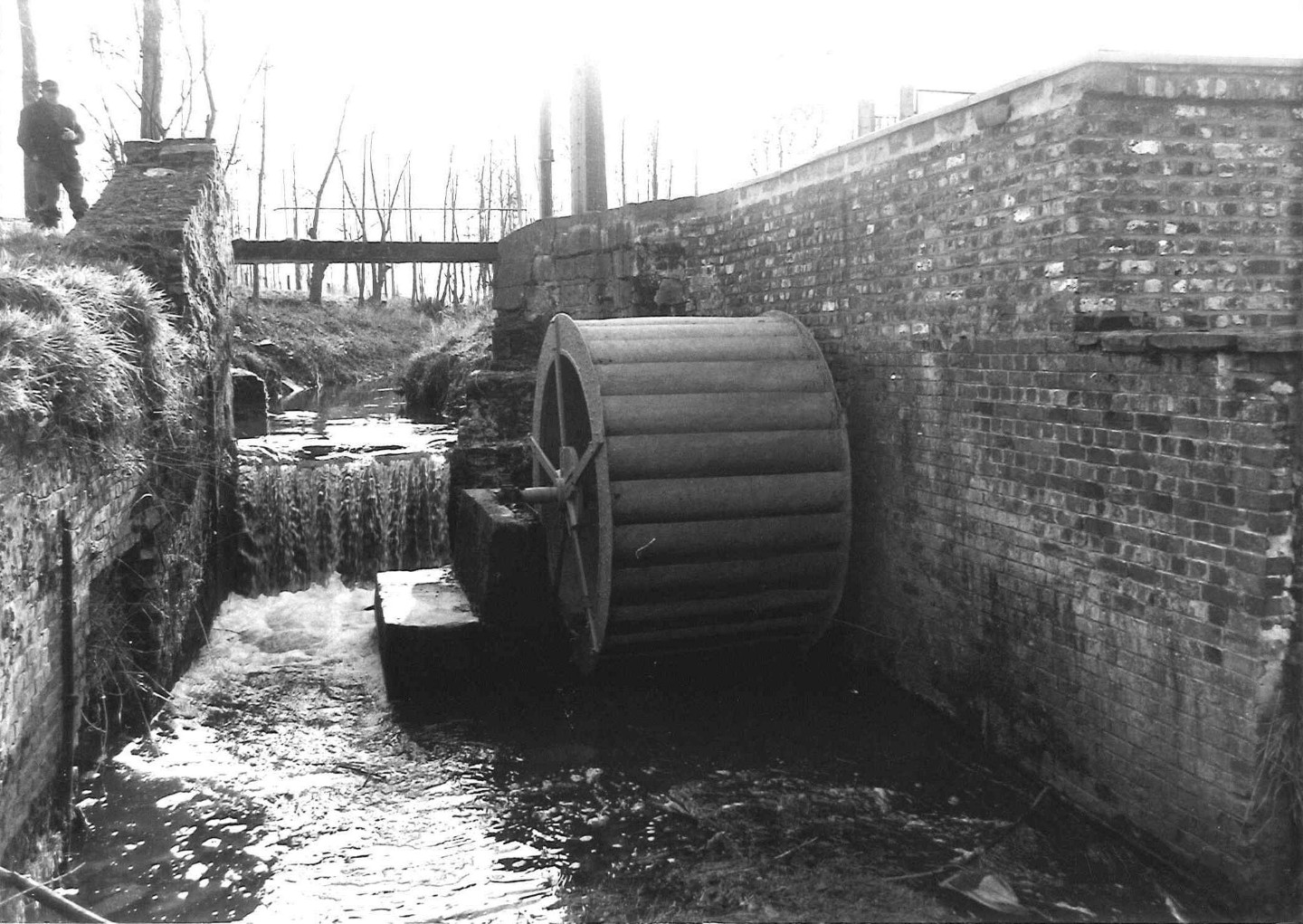
Restanten van graanwatermolen aan de Doornstraat te Herzele
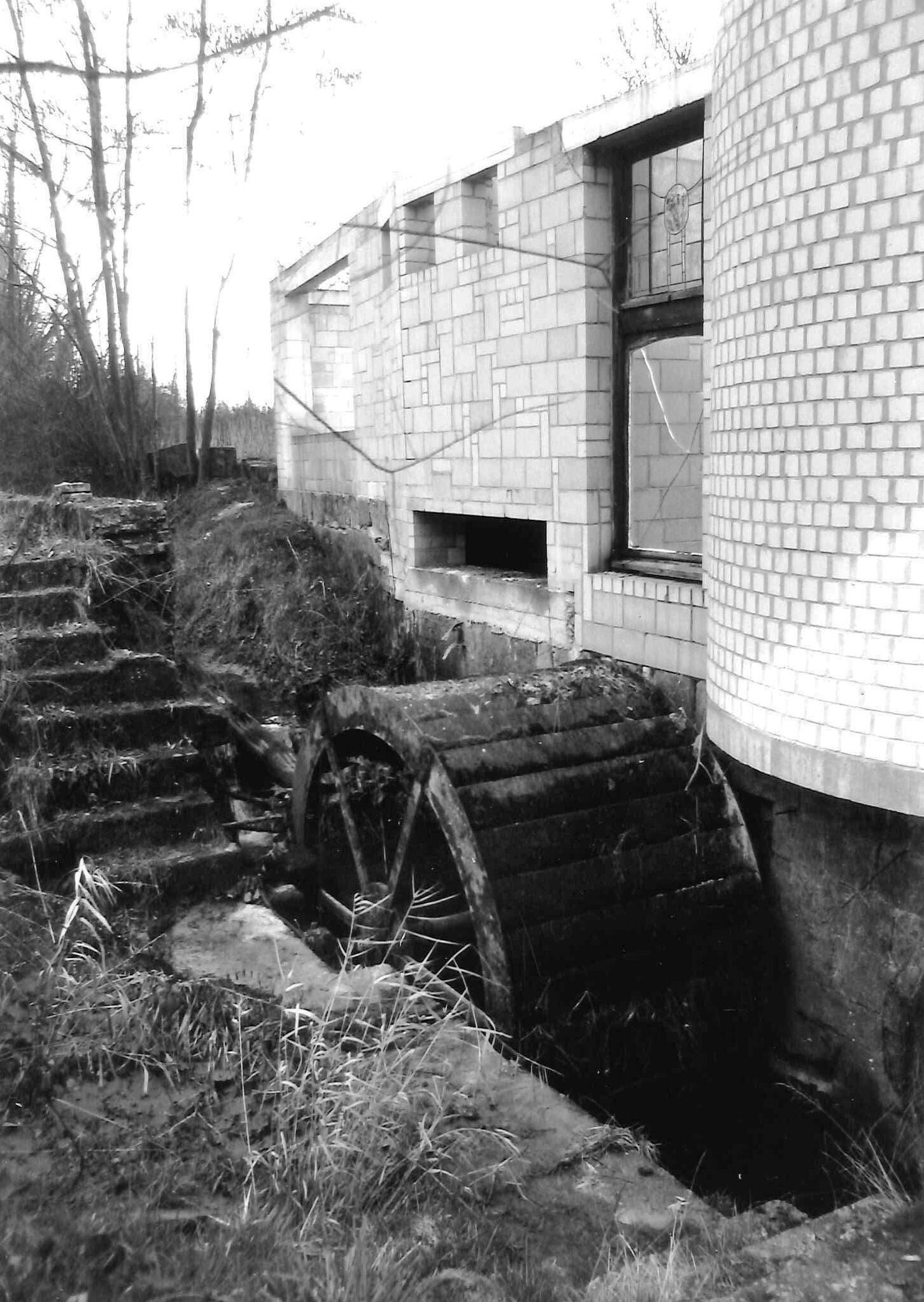
Restanten van 's Herenheersmolen te Herzele
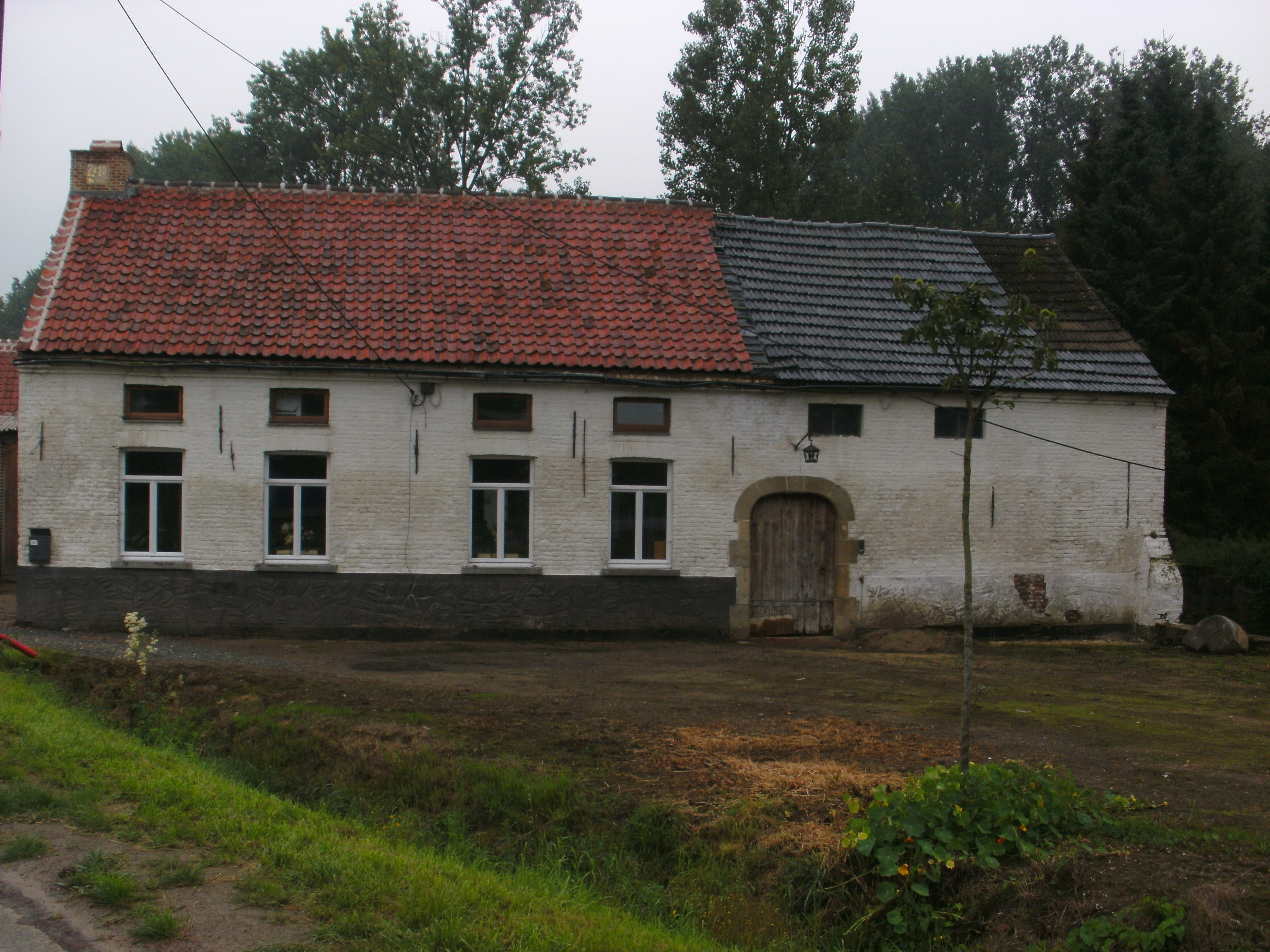
Ratmolen* te Aaigem
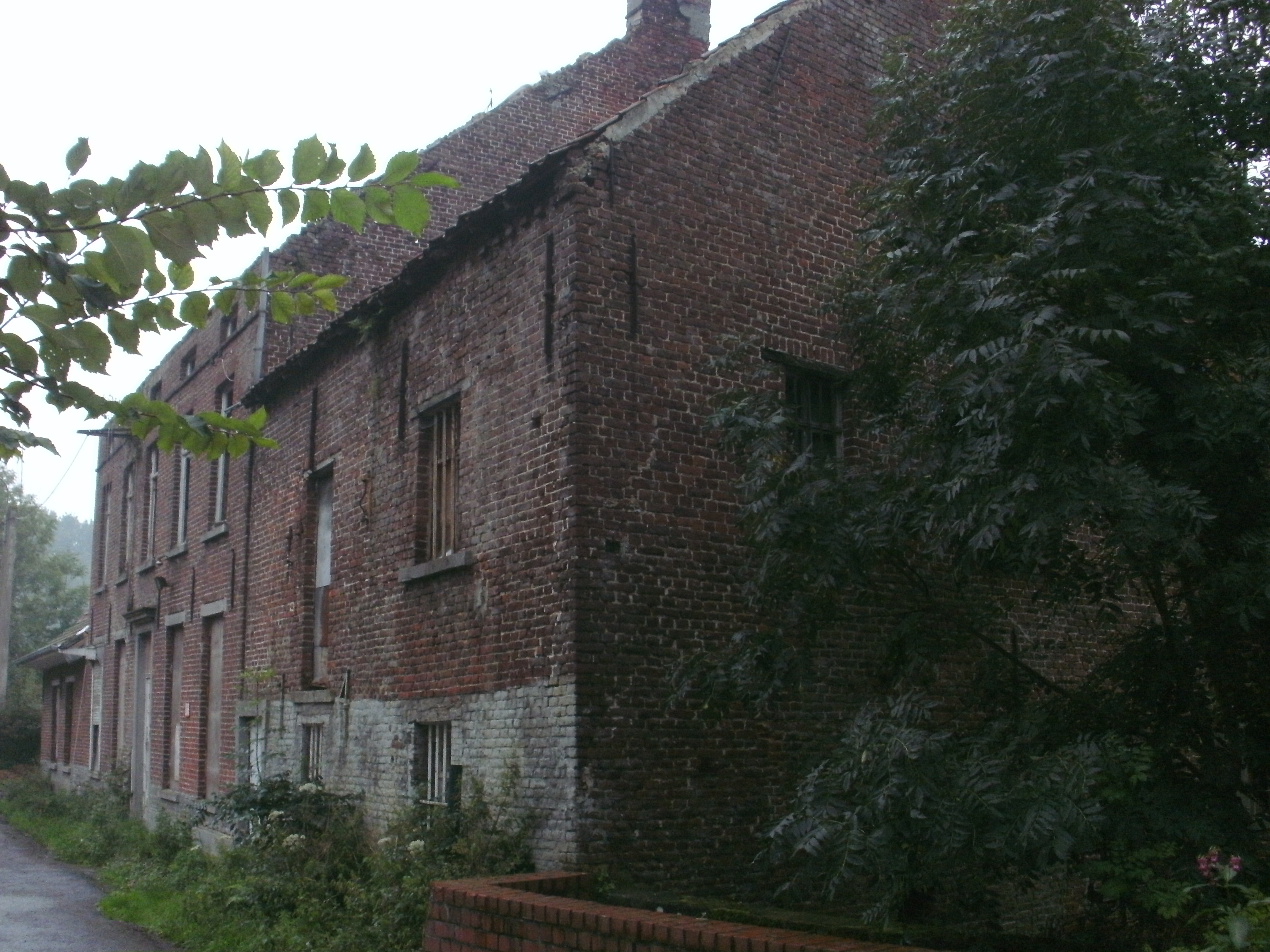
Engelsmolen* te Aaigem
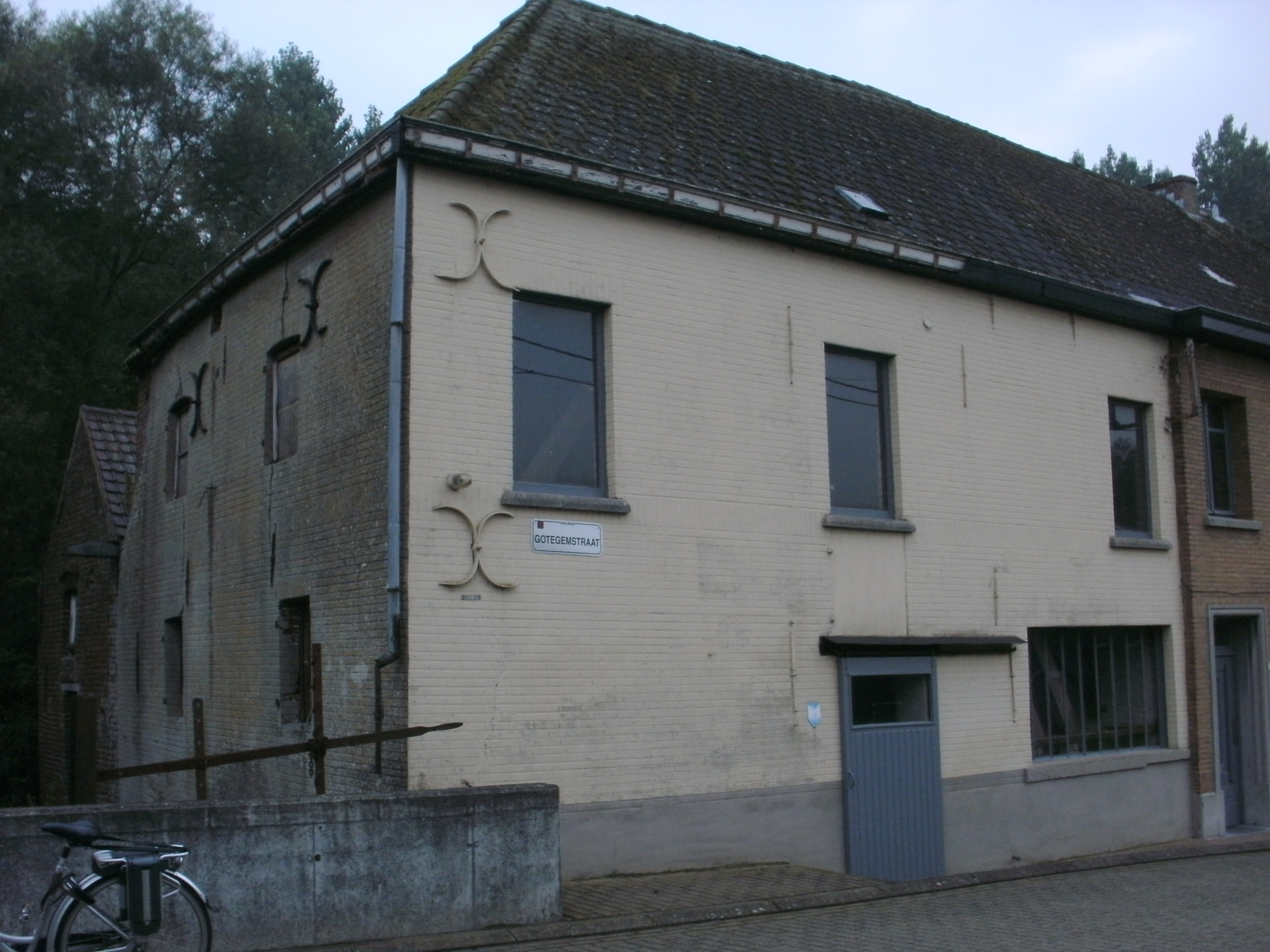
Gotegemmolen* te Mere
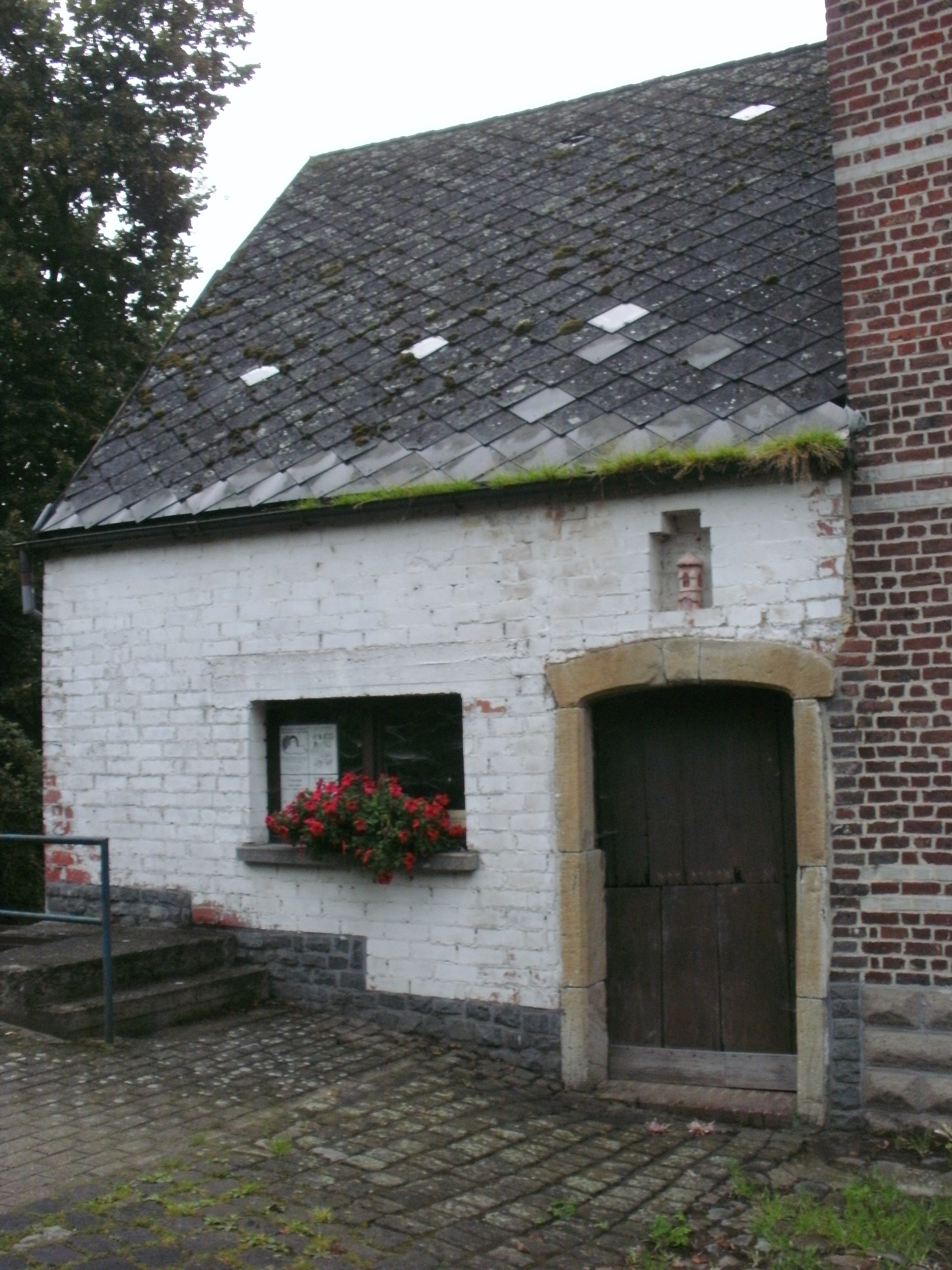
Molen te Broeck* te Mere
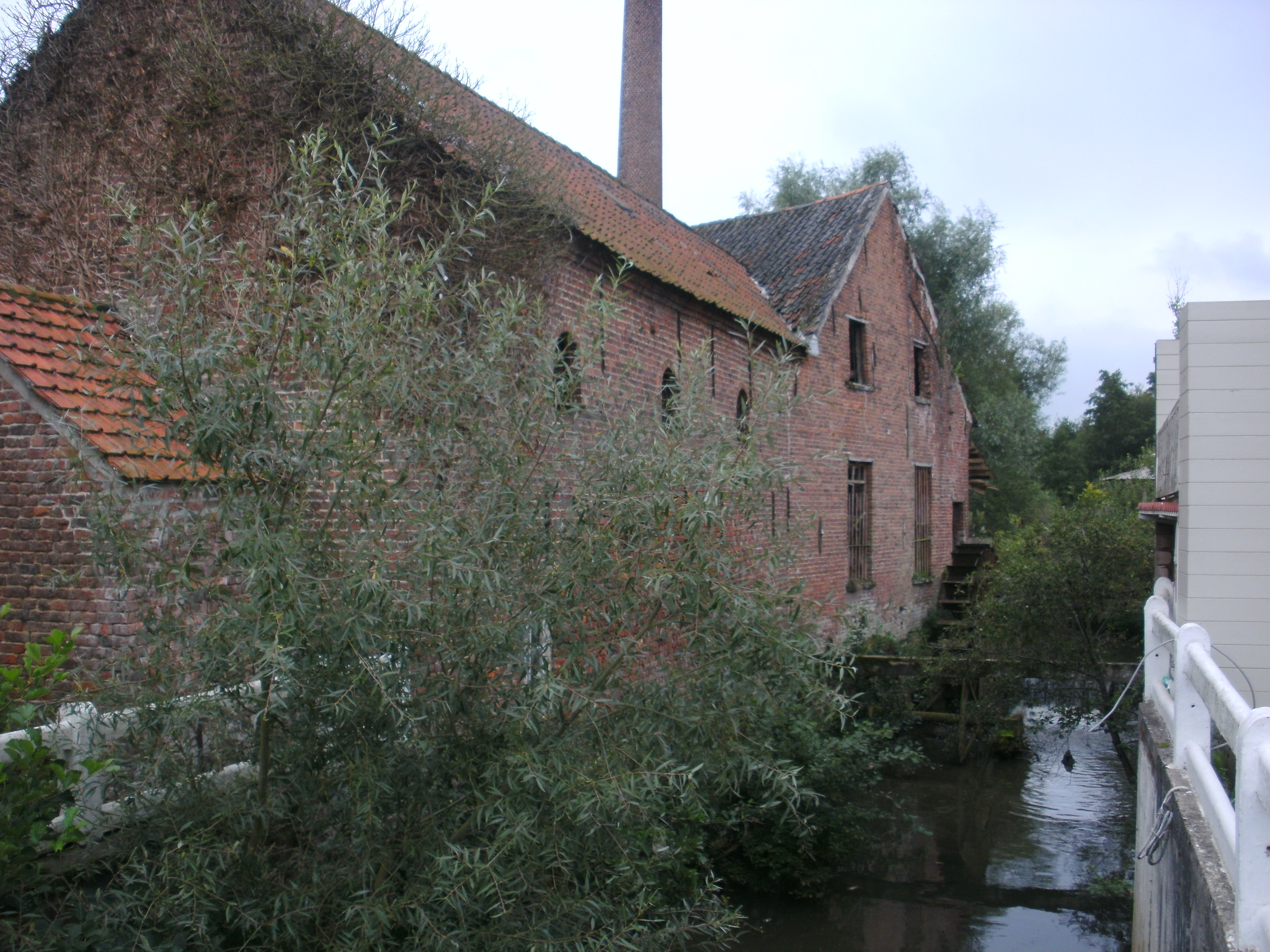
De Graevesmolen* te Mere
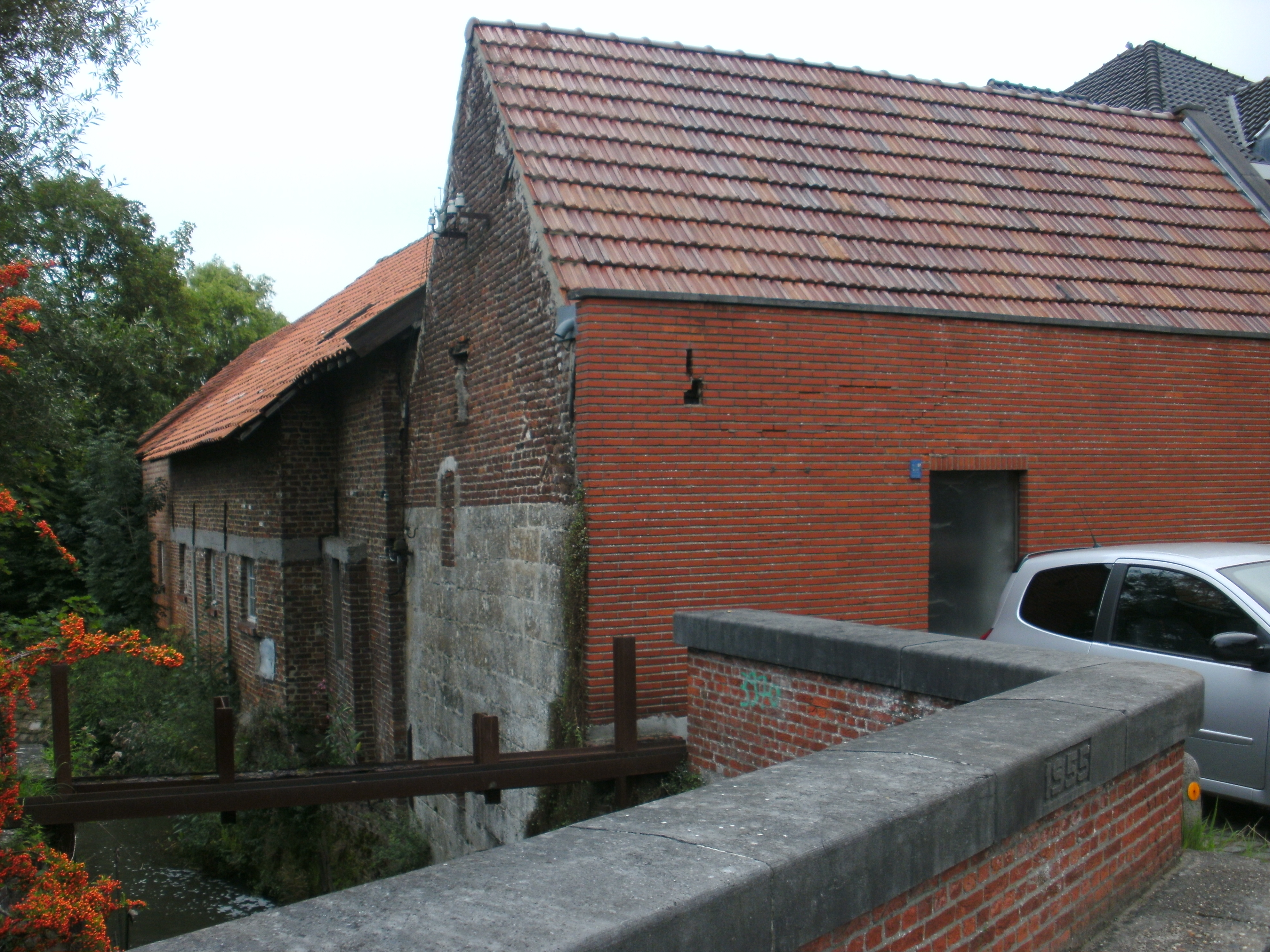
Van Der Biestmolen te Erpe
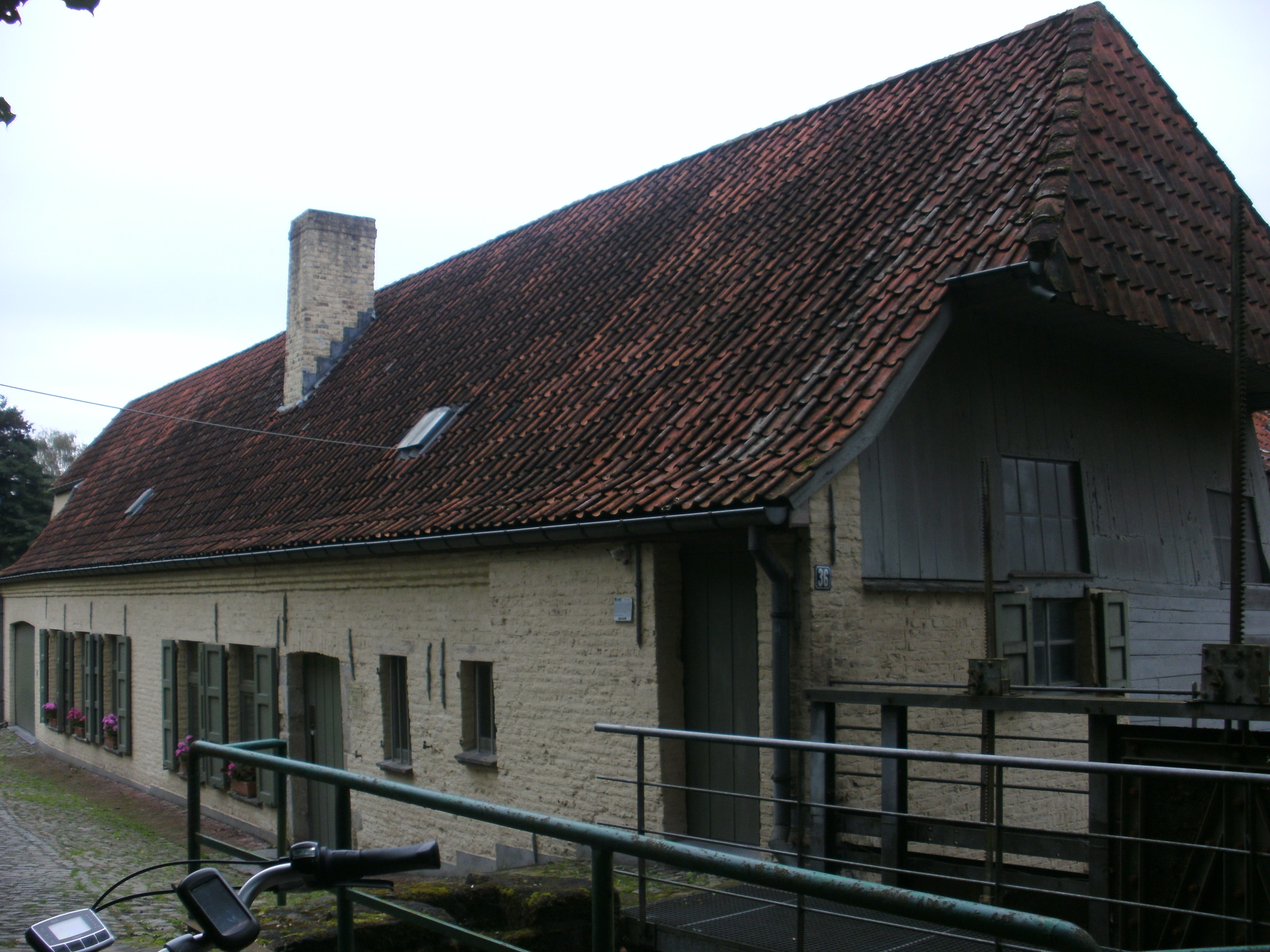
Cottemmolen* te Erpe
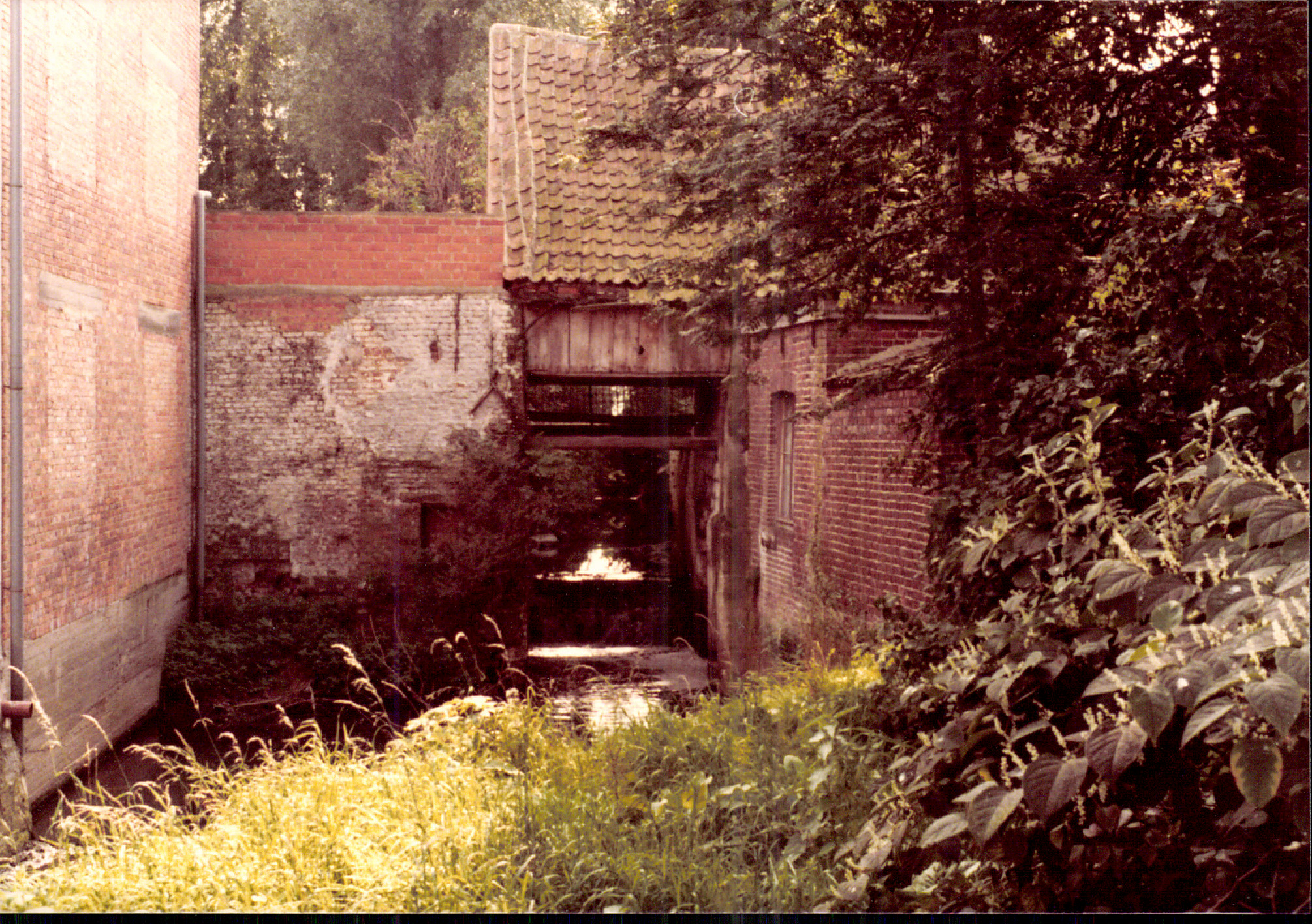
Overmolen te Hofstade

## Landschap en natuur
Het Natuurgebied Den Dotter ligt in de vallei van de Molenbeek-Ter Erpenbeek.
De vallei tussen Herzele en Mere is aangemerkt als landschappelijk erfgoed en beschermd als cultuurhistorisch landschap: 
- in 2004 voor het gedeelte tussen de Gotegemmolen en de Broekmolen, met een uitloper van een zijbeek naar het westen
- in 2007 voor het gedeelte tussen het Oud-Dorp van Heldergem en de Gotegemmolen, inclusief het open landschap op de oostelijke oever.

In het noorden, voorbij Erpe, loopt de Molenbeek-Ter Erpenbeek langs het natuurgebied Honegem.